# Гюлистан ал-Джедид

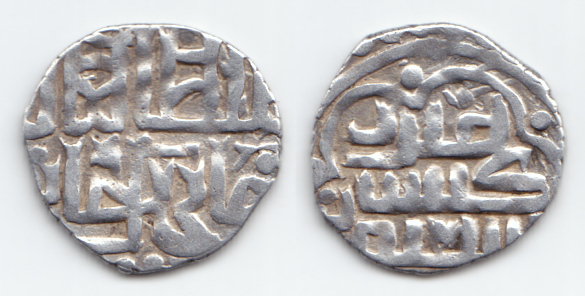
Монета в 1 данг, отчеканенная в Гюлистане в 1351—1356 годах при хане Джанибеке. Серебро, легенда реверса: ضرب ﻛلستان سنة ٧۵۳ (Чекан Гюлистана, год 752)

Гюлистан ал-Джедид (Новый Розовый сад) — монетный двор Золотой Орды, который, судя по нумизматическим находкам, располагался в Нижнем Поволжье, и во второй половине 1360-х годов выпускал серебряные монеты. По предположению А. В. Пачкалова, располагался на месте Колобовского поселения Золотой Орды (у села Колобовка в Волгоградской области), где встречается большое количество монет второй половины 1360-х годов.
Монетный двор Гюлистана (араб. ﻛلستان‎) был открыт в период правления хана Джанибека, и в 1351 году выпустил первые монеты. Первоначально, при их чеканке использовали штемпели монетного двора столичного Нового Сарая. Эти два центра чеканки в 50-е годы XIV века обеспечивали серебряными монетами большую часть Золотой Орды. После смерти Джанибека, в Золотой орде наступило смутное время, называемое «Великой замятней» и монетный двор Гюлистана, а вероятно и само поселение перестали существовать — последние известные монеты с этим названием датированы 768 г.х. (1366—1367).